# غواصة يو بي-24
يو بي-24 غواصة ألمانية من فئة يو بي2 خدمت في البحرية الإمبراطورية الألمانية خلال الحرب العالمية الأولى. تم طلب الغواصة في 30 أبريل 1915 وتم إطلاقها في 18 أكتوبر 1915. تم تكليفها في البحرية الإمبراطورية الألمانية في 18 نوفمبر 1915 باسم يو بي-24. تم تسليم الغواصة إلى فرنسا وفقًا للمتطلبات الهدنة مع ألمانيا في 24 نوفمبر 1918 وفككت في تشيربورغ في يوليو 1921.